# Molorchoepania coomani
Molorchoepania coomani là một loài bọ cánh cứng trong họ Cerambycidae.